# Leucidia brephos
Leucidia brephos is een vlindersoort uit de familie van de Pieridae (witjes), onderfamilie Coliadinae.
Leucidia brephos werd in 1809 beschreven door Hübner.